# Louvemont
Louvemont é uma comuna francesa na região administrativa de Grande Leste, no departamento de Haute-Marne. Estende-se por uma área de 20,98 km². Em 2010 a comuna tinha 712 habitantes (densidade: 33,9 hab./km²).